# Comet, Come to Me
Comet, Come to Me je jedenácté studiové album americké zpěvačky a baskytaritky Meshell Ndegeocello, vydané dne 3. června roku 2014 prostřednictvím francouzského hudebního vydavatelství Naïve Records. Na albu se podílelo více hudebníků; a to jak dlouholetí spolupracovníci, kytarista Chris Bruce a klávesista Jebin Bruni, které v základní sestavě doplnil nový bubeník Earl Harvin. Dále se na albu podílel například bluesový kytarista Doyle Bramhall II. V žebříčku Billboard 200 časopisu Billboard se album umístilo na 161. pozici, na lepší příčku – sice 28. – album dostal v žebříčku nezávislých alb a na 22. u R&B alb.

## Seznam skladeb
| Pořadí | Název                  | Autor                                                             | Délka |
| ------ | ---------------------- | ----------------------------------------------------------------- | ----- |
| 1.     | Friends                | Whodini                                                           | 4:56  |
| 2.     | Tom                    | Doyle Bramhall II, Chris Bruce, Tom Mediodia, Meshell Ndegeocello | 2:55  |
| 3.     | Good Day Bad           | Bruce, Ndegeocello                                                | 4:18  |
| 4.     | Forget My Name         | Bruce, Jebin Bruni, Elizabeth Lea, Ndegeocello                    | 4:22  |
| 5.     | And Yet It Moves       | Bruni                                                             | 0:30  |
| 6.     | Comet, Come to Me      | Bruce, Ndegeocello, Gabe Noel, Shara Worden                       | 4:40  |
| 7.     | Continuous Performance | Peter Davis, Kenneth Fearing, Ndegeocello                         | 3:22  |
| 8.     | Shopping for Jazz      | Bruce, Bruni, Chris Connelly, Earl Harvin, Ndegeocello            | 2:48  |
| 9.     | Conviction             | Bruce, Ndegeocello, Kaveh Rastegar                                | 3:41  |
| 10.    | Folie a Deux           | Sami Amatus, Ndegeocello                                          | 3:37  |
| 11.    | Choices                | Eric Elterman, Otto Hauser, Ndegeocello                           | 3:59  |
| 12.    | Modern Time            | Bruce, Bruni, Stacy-Ann Chin, Ndegeocello                         | 4:28  |
| 13.    | American Rhapsody      | Davis, Fearing, Ndegeocello                                       | 2:49  |

## Obsazení
- Meshell Ndegeocello – zpěv, baskytara
- Doyle Bramhall II – kytara, zpěv
- Jonathan Wilson – kytara
- Chris Bruce – kytara, baskytara
- Kaveh Rastegar – baskytara
- Sylvester Earl Harvin – bicí
- Gabe Noel – violoncello
- Jebin Bruni – klávesy
- Amp Fiddler – basový syntezátor
- My Brightest Diamond – zpěv